# Unterklingenthal
Unterklingenthal ist eine zur Ortschaft Klingenthal gehörige Häusergruppe der Stadt Klingenthal im sächsischen Vogtlandkreis. Die Siedlung liegt direkt an der Grenze zu Tschechien.

## Geografie

### Lage
Unterklingenthal liegt im Südosten des sächsischen Teils des historischen Vogtlands, gehört aber bezüglich des Naturraums zum Westerzgebirge. Die Häusergruppe befindet sich südöstlich der Klingenthaler Altstadt. Unterklingenthal liegt am Ostufer der Zwota, die den Stadtteil vom Graslitzer Ortsteil Hraničná (Markhausen) auf tschechischer Seite trennt. Unterklingenthal liegt im Naturpark Erzgebirge/Vogtland. In Unterklingenthal befindet sich im Tal der Zwota der südlichste und mit 533 m über NN zugleich tiefste Punkt der Stadt Klingenthal.

### Nachbarorte
| Klingenthal (Hauptort) |                                             | Kriegberg (heute: Körnerberg/Friedensberg) |
| Hraničná (Markhausen)  | Kompassrose, die auf Nachbargemeinden zeigt | Quittenbach                                |
|                        | Kraslice (Graslitz)                         |                                            |

## Geschichte

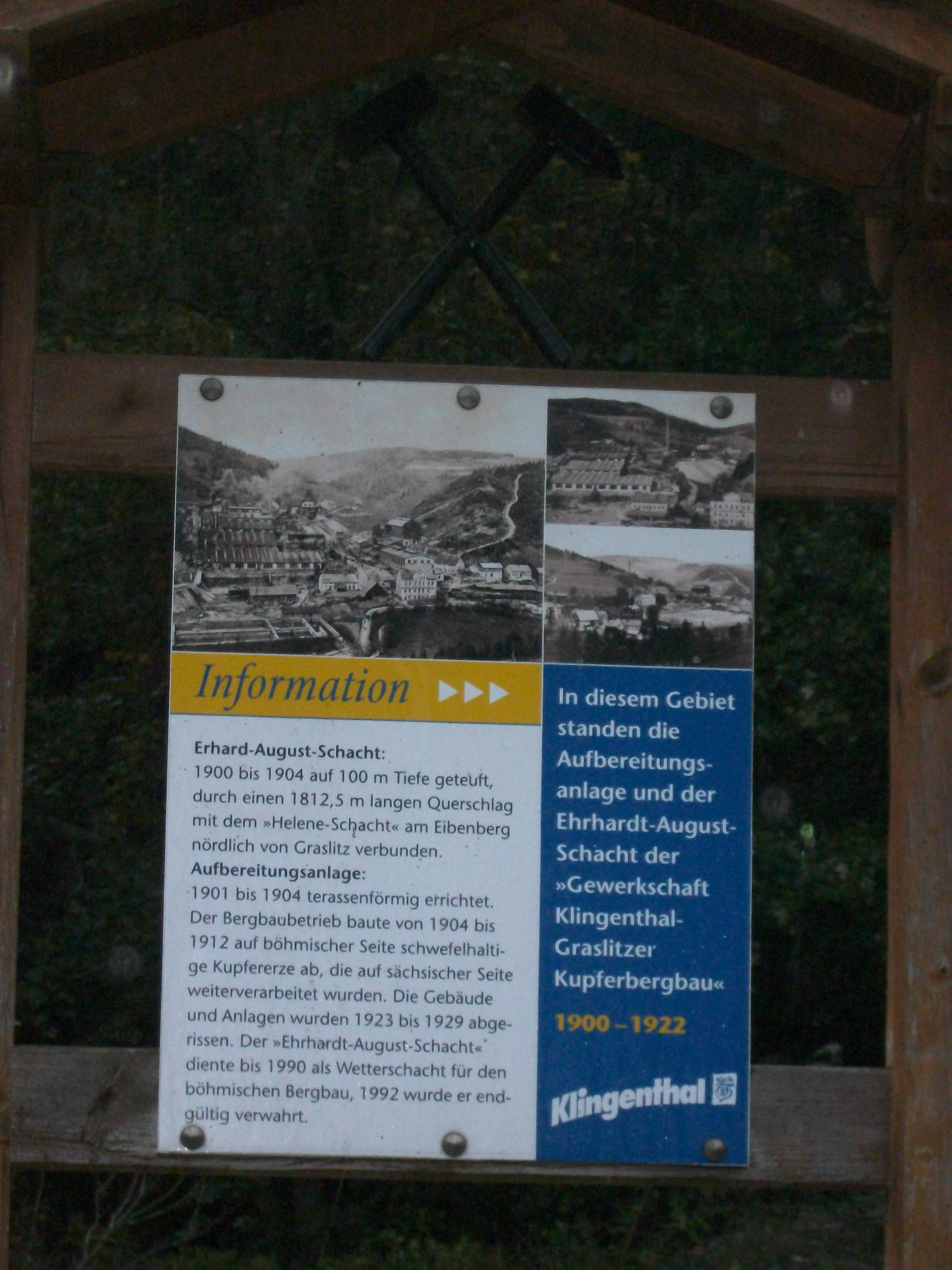
Historische Tafel „Bergbau in Unterklingenthal“

Mit dem Aufblühen des Bergbaus auf Kupfer, Zinn, Blei und Silber im fünf Kilometer entfernten böhmischen Graslitz dehnte sich dieser Ende des 16. Jahrhunderts auch auf die sächsische Grenzregion aus, wodurch in den Wäldern um das spätere Klingenthal zunächst der Abbau von Zinn und Eisen in kleinem Maße stattfand. Um 1591 wurde der „Hellhammer“ bzw. „Höllhammer“ fertiggestellt, welcher der Verhüttung der Erze diente und als Keimzelle des späteren Klingenthals angesehen wird. Dieses wurde 1604 als Hammersiedlung erstmals unter diesem Namen erwähnt.
Im 17. Jahrhundert erlebte der Bergbau um Klingenthal seinen Höhepunkt. Gleichzeitig siedelten sich zahlreiche protestantische Glaubensflüchtlinge (Exulanten) aus Böhmen an, die im Zuge der Gegenreformation ihre böhmische Heimat verließen. Nachdem auf beiden Seiten der Grenze der Bergbau im 18. Jahrhundert an Bedeutung verlor, wurde er 1875 zunächst vorläufig ganz eingestellt. Im 19. Jahrhundert wird in der zu Klingenthal gehörigen Häuserzeile Unterklingenthal ein Zollamt erwähnt.
Mit der kurzen Renaissance des böhmischen Kupferbergbaus kam der direkt an der Grenze auf sächsischer Seite liegenden Siedlung Unterklingenthal eine große Bedeutung zu. Initiator war die 1899 gegründete „Gewerkschaft Klingenthal-Graslitzer Kupferbergbau“. Zwischen 1900 und 1904 wurde der „Eberhard-August-Schacht“ auf einer Tiefe von 100 Metern geteuft und über einen 1812,5 Meter langen Querschlag mit dem „Helene-Schacht“ am Eibenberg nordwestlich von Graslitz auf böhmischer Seite verbunden.
Zwischen 1901 und 1904 wurde in Unterklingenthal auf sächsischer Seite eine Erzaufbereitungsanlage errichtet. Zwischen 1904 und 1912 erfolgte in dieser die Weiterverarbeitung der auf böhmischer Seite abgebauten schwefelhaltigen Kupfererze. Zur Deckung der enormen Kosten wurden auch Erze aus anderen Regionen verhüttet. Nach dem Ersten Weltkrieg und dem Zerfall Österreich-Ungarns kam die Graslitzer Region im Jahr 1918 zur neu gegründeten Tschechoslowakei. Mit der neuen politischen Situation kam es zur Einstellung der Erzaufbereitungsanlage auf sächsischer Seite. Die Gebäude und Aufbereitungsanlagen der „Gewerkschaft Klingenthal-Graslitzer Kupferbergbau“ wurden zwischen 1923 und 1929 abgerissen. Den „Eberhard-August-Schacht“ nutzte man hingegen noch bis 1990 als Wetterschacht für den tschechischen Bergbau, bis er 1992 endgültig verwahrt wurde.
Unterklingenthal, das sich an der Grenze zu Tschechien am Ostufer der Zwota entlang zieht, ist heute eine Wohnsiedlung, welche die „Bergstraße“, die „Talstraße“, die Straße „Zur Alm“ und einen Teil der „Dietrich-Bonhoeffer-Straße“ umfasst.